# Aire d'attraction de Saint-Rémy-de-Provence
L'aire d'attraction de Saint-Rémy-de-Provence est un zonage d'étude défini par l'Insee pour caractériser l’influence de la commune de Saint-Rémy-de-Provence sur les communes environnantes. Publiée en octobre 2020, elle se substitue à l'aire urbaine de Saint-Rémy-de-Provence, qui comportait 3 communes dans le zonage de 2010.

## Définition
L'aire d'attraction d'une ville est composée d’un pôle, défini à partir de critères de population et d’emploi ainsi que d’une couronne constituée des communes dont au moins 15 % des actifs travaillent dans le pôle. Le pôle d’attraction constitue ainsi un point de convergence des déplacements domicile-travail,.

## Géographie
L’aire d'attraction de Saint-Rémy-de-Provence est une aire intra-départementale qui comporte 2 communes dans les Bouches-du-Rhône.

### Carte

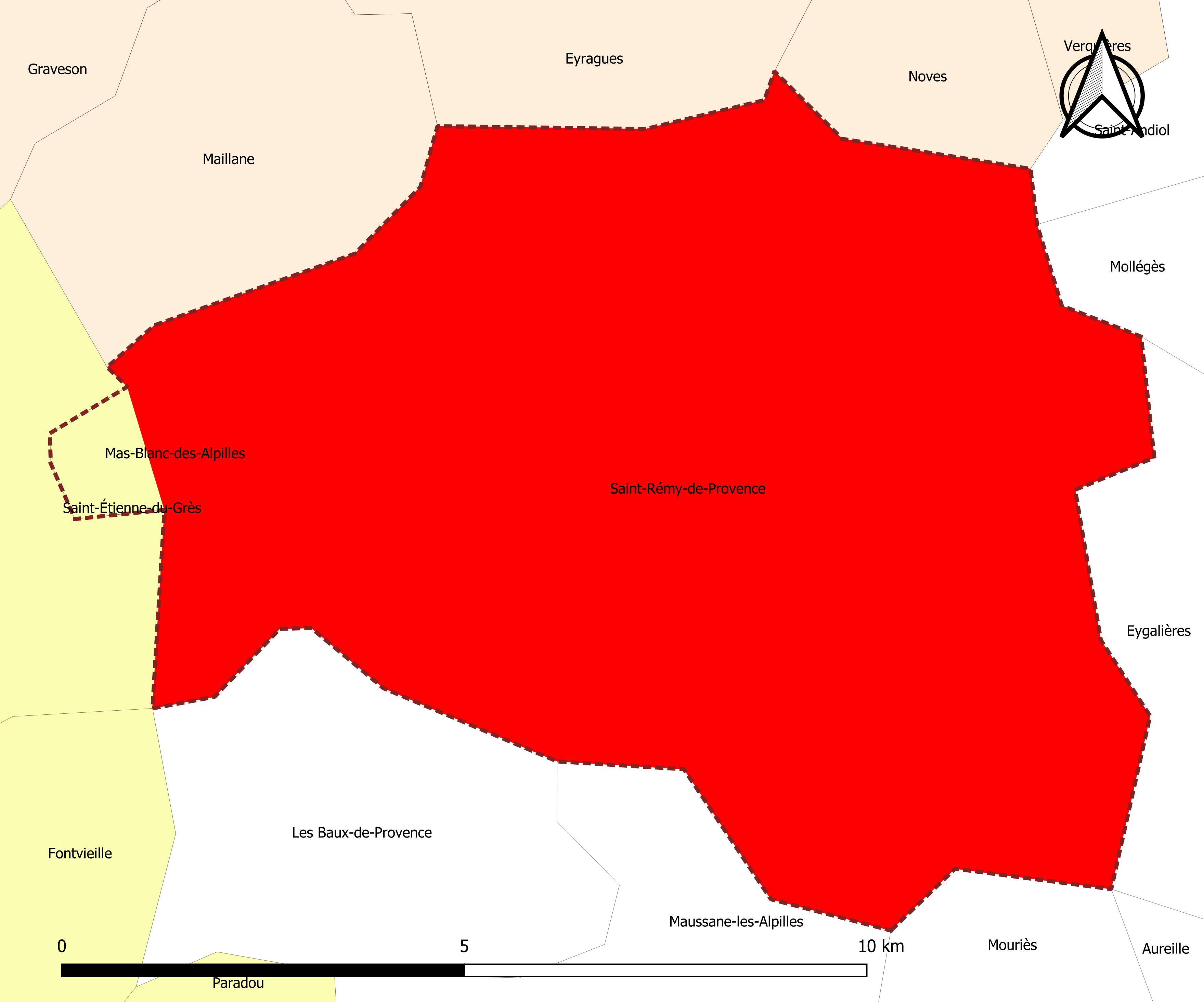
Carte de l'aire d'attraction de Saint-Rémy-de-Provence.
Commune-centre
Commune de la couronne

### Composition communale
| Nom                                     | Code Insee | Département      | Statut                 | Superficie (km2) | Population (dernière pop. légale) | Densité (hab./km2) | Modifier                                    |
| --------------------------------------- | ---------- | ---------------- | ---------------------- | ---------------- | --------------------------------- | ------------------ | ------------------------------------------- |
| Saint-Rémy-de-Provence (commune-centre) | 13100      | Bouches-du-Rhône | commune-centre         | 89,09            | 9 547 (2022)                      | 107                | modifier les données · modifier les données |
| Mas-Blanc-des-Alpilles                  | 13057      | Bouches-du-Rhône | commune de la couronne | 1,57             | 537 (2022)                        | 342                | modifier les données · modifier les données |

## Démographie
Cette aire est catégorisée dans les aires de moins de 50 000 habitants, une catégorie qui regroupe 12,2 % de la population au niveau national,.